# Eburia marginalis
Eburia marginalis là một loài bọ cánh cứng trong họ Cerambycidae.